# Gaeltacht Quarter
Il Gaeltacht Quarter (in irlandese: An Cheathrú Gaeltachta) a Belfast, Irlanda del Nord è un'area che circonda Falls Road a ovest della città. Un gaeltacht è un'area in cui si parla comunemente gaelico irlandese. L'area cerca di promuovere l'irlandese e di offrire attrazioni turistiche associate sia alla lingua che alla cultura irlandese.
L'istruzione è uno dei pilastri del quartiere ed è sempre stata molto apprezzata. Molte istituzioni in irlandese si trovano nelle vicinanze come Gaelscoil an Lonnáin, Gaelscoil na bhFál, Bunscoil an tSléibhe Dhuibh e Coláiste Feirste. Ci sono anche istituzioni terziarie come Coláiste Ollscoile Muire che è stata in prima linea nella formazione degli insegnanti in un ambiente irlandese.
Le proposte per il Gaeltacht Quarter sono iniziate nel 2002, su raccomandazione della Joint West Belfast/Greater Shankill Task Force. Il piano è stato poi adottato dall'Assessorato alla cultura, alle arti e al tempo libero e dal Consiglio comunale di Belfast.
I principali luoghi ed eventi del quartiere includono l'An Chúlturlann Arts Center, il Conway Mill e il Féile an Phobail.